# Ekholmens herrgård

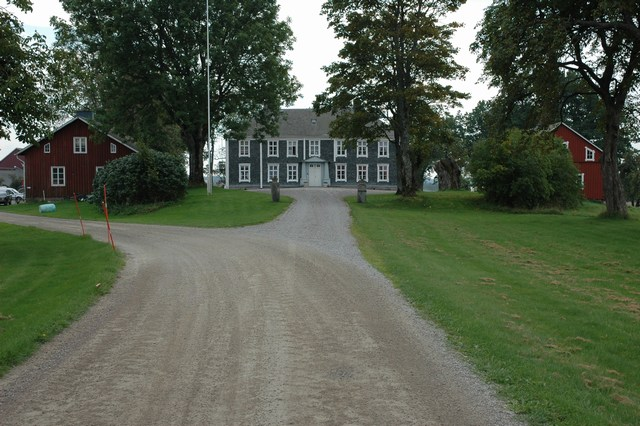
Ekholmens gårdsplan – en "cour d'honneur" – kantad med askar och hårt beskurna lönnar framför huvudbyggnaden och dess flyglar.

Ekholmen, Ekholmen 2:1, är ett tidigare säteri i Dals Rostock i Melleruds kommun. Gården byggdes i slutet av 1700-talet. Taket och väggarna är klädda med skiffer från de skifferbrott, som fanns i trakterna runt Gunnarsnäs. Numera återstår bara varphögarna och de övergivna gruvhålen från verksamheten. Strax intill ligger Gunnarsnäs kyrka från 1200-talet, som troligen har varit gårdskyrka. Säteriet är byggnadsminne sedan den 19 juni 1978.

## Beskrivning
Ekholmens herrgård är anlagd på Ekholmen i sjön Kolungen, på en höjd vid Gunnarsnäs kyrka. Herrgården har en gårdsplan formad som en halvcirkel, kantad med askar och hårt beskurna lönnar framför mangårdsbyggnaden – en på franska benämnd "cour d'honneur". Corps-de-logi är uppförd i två våningar och täckt av skiffer – både på tak och fasader. Framför, och på ömse sidor om denna, ligger två flygelbyggnader. Dessa är låga faluröda trähus. Den västra har bevarad 1700-talskaraktär, medan den östra präglas av senare upprustningar.
På södra sidan om mangårdsbyggnaden finns en park, omgiven av ask och ek. Närmast huset växer fruktträd av äpple och päron. Sydost om mangårdsbyggnaden står en mindre rödfärgad träbyggnad med en äldre karaktär, som har en vällingklocka på taket, eventuellt kan detta hus ha fungerat som dagsverksstuga. Öster om denna har en cirka 25 meter lång damm anlagts. Öster om dammen ligger i sin tur jordbrukets ekonomibyggnader i nord-sydlig riktning.

## Historia
Ekholmens Säteri i Gunnarsnäs socken, Melleruds kommun, hör till de mera säregna i landet. Huvudbyggnaden uppfördes före 1799 av löjtnanten Carl Hierta, medan västra flygeln uppges vara från 1785. Såsom egendom kan gården spåras till medeltiden, då den var kyrkogods. Den kallades då och ännu in på 1500-talet Gundernes Stommen. Gården drogs in till Kronan av Gustav Vasa. Sitt nuvarande namn fick gården på 1640-talet, då den efter att från 1577 ha ägts av fogden Olof Stake och därefter av hans son ryttmästaren Gustav Stake, övergick till andra ägare. Namn som Hård, Belfrage och Plenningsköld figurerar sedan i gårdens ägarelängd. Under medeltiden var Ekholmen prästboställe. I byggnaden finns vägg- och takmålningar från 1830-talet. På ovanvåningen finns tre rum, bevarade som de var när Karl XIV Johan bodde där under sina resor till Norge.
Mot 1700-talets slut ägdes Ekholmen av löjtnanten Carl Hierta, gift med Maria Ulrika Belfrage. Han dog barnlös 1810. En styvson till honom, brukspatron Leonard von Wolker, blev sedan ägare. Efter hans död 1823 såldes gården på auktion och inköptes av krigsrådet Daniel Fryxell (1776–1837) och hans hustru Margaretha Langensköld (1776–1840). Redan 1827 upprättades dessa ett testamente, som ändrades 20 januari 1840, i vilket gården efter deras bortgång överlämnades till en stiftelse, Fryxell-Langenskiöldska stiftelsen, som ännu idag äger herrgården. Stiftelsen ändamål är att låta avkastningen delas ut som understöd till funktionshindrade och stipendier till studerande i tidigare Älvsborgs län och nuvarande Värmlands län. Gården är från början av 1900-talet utarrenderad.
Gårdens bebyggelse dokumenterades tidigast på en storskifteskarta från 1789, som visar en kringbyggd mangård av äldre typ. Av denna finns i våra dagar endast västra flygeln kvar i ursprungligt skick. Den äldsta flygeln i väster är byggd 1785 och upprest över en välvd källare. Den östra flygeln har fått sin prägel av en ombyggnad 1888 och är ytterligare förändrad i senare tid. Flygeln är efter modernisering numera bostad. På gården finns ytterligare en bostad med två lägenheter. År 1986 eldhärjades ladugården och ersattes med ett modernt lösdriftsstall for 56 mjölkkor plus rekrytering. År 1996 byggdes djurstallet till och har nu plats för 107 kor plus rekrytering. På gården finns dessutom en maskinhall med verkstadsdel.